# Gouvernement Major I
Royaume-Uni
Thatcher III Major II
Le gouvernement Major (1) (en anglais : First Major Ministry) est le quatre-vingt-huitième gouvernement du Royaume-Uni, entre le 28 novembre 1990 et le 10 avril 1992, durant la cinquantième législature de la Chambre des communes.

## Historique du mandat
Dirigé par le nouveau Premier ministre conservateur John Major, précédemment Chancelier de l'Échiquier, ce gouvernement est constitué et soutenu uniquement par le Parti conservateur (Tory). Seul, il dispose de 373 députés sur 650, soit 57,4 % des sièges de la Chambre des communes.
Il est formé à la suite de la démission de Margaret Thatcher, au pouvoir depuis mai 1979.
Il succède donc au gouvernement Thatcher III, constitué et soutenu par le seul parti Tory.
Impopulaire et contestée publiquement, Thatcher avait échoué à remporter au premier tour l'élection à la direction du parti organisée le 20 novembre 1990. Bien qu'elle dispose d'une avance confortable, celle-ci n'était pas suffisante pour s'imposer du premier coup face à son concurrent Michael Heseltine. Elle renonce alors à diriger le Parti conservateur et le gouvernement britanniques. Un second tour, convoqué le 27 novembre, voit Major arriver en tête et manquer la majorité absolue de deux voix. Ses opposants Heseltine et Douglas Hurd se retirent alors et lui permettent d'être investi Premier ministre dès le lendemain.
La première élection partielle après la prise de fonction de l'exécutif est organisée le 7 mars 1991 dans Ribble Valley. Il s'agit de la circonscription de David Waddington, membre du cabinet contraint à la démission après avoir été nommé Lord à vie. Ce scrutin voit la victoire du candidat des Libéraux-démocrates (LibDem), qui profite d'un effondrement du candidat conservateur.
Au cours des élections législatives du 9 avril 1992, les conservateurs subissent un fort recul mais parviennent à conserver une assez étroite majorité absolue. En conséquence de cette victoire, la reine Élisabeth II confirme Major dans ses fonctions, qui constitue aussitôt son second gouvernement.

## Composition

### Initiale (28 novembre 1990)
- Les nouveaux ministres sont indiqués en gras, ceux ayant changé d'attributions en italique.

| Fonction                                                                 | Titulaire | Titulaire                 | Parti |
| ------------------------------------------------------------------------ | --------- | ------------------------- | ----- |
| Premier ministre Premier lord au Trésor Ministre de la Fonction publique |           | John Major                | Tory  |
| Chancelier de l'Échiquier                                                |           | Norman Lamont             | Tory  |
| Lord Chancelier                                                          |           | James Mackay              | Tory  |
| Lord Président du Conseil                                                |           | John MacGregor            | Tory  |
| Lord du Sceau privé                                                      |           | David Waddington          | Tory  |
| Secrétaire d'État des Affaires étrangères et du Commonwealth             |           | Douglas Hurd              | Tory  |
| Secrétaire d'État à l'Intérieur                                          |           | Kenneth Baker             | Tory  |
| Secrétaire d'État à la Défense                                           |           | Tom King                  | Tory  |
| Secrétaire d'État à l'Éducation et à la Science                          |           | Kenneth Clarke            | Tory  |
| Secrétaire d'État à l'Emploi                                             |           | Michael Howard            | Tory  |
| Secrétaire d'État à l'Énergie                                            |           | John Wakeham              | Tory  |
| Secrétaire d'État à l'Environnement                                      |           | Michael Heseltine         | Tory  |
| Secrétaire d'État à la Santé                                             |           | William Arthur Waldegrave | Tory  |
| Secrétaire d'État au Commerce et à l'Industrie                           |           | Peter Lilley              | Tory  |
| Secrétaire d'État aux Transports                                         |           | Malcolm Rifkind           | Tory  |
| Secrétaire d'État à la Sécurité sociale                                  |           | Tony Newton               | Tory  |
| Secrétaire d'État pour l'Écosse                                          |           | Ian Lang                  | Tory  |
| Secrétaire d'État pour le Pays de Galles                                 |           | David Hunt                | Tory  |
| Secrétaire d'État pour l'Irlande du Nord                                 |           | Peter Brooke              | Tory  |
| Chancelier du duché de Lancastre                                         |           | Chris Patten              | Tory  |
| Secrétaire en chef du Trésor                                             |           | David Mellor              | Tory  |
| Ministre de l'Agriculture, de la Pêche et de l'Alimentation              |           | John Gummer               | Tory  |
| Whip en chef                                                             |           | Richard Ryder             | Tory  |
| Procureur général                                                        |           | Patrick Mayhew            | Tory  |